# 陰茎鞘

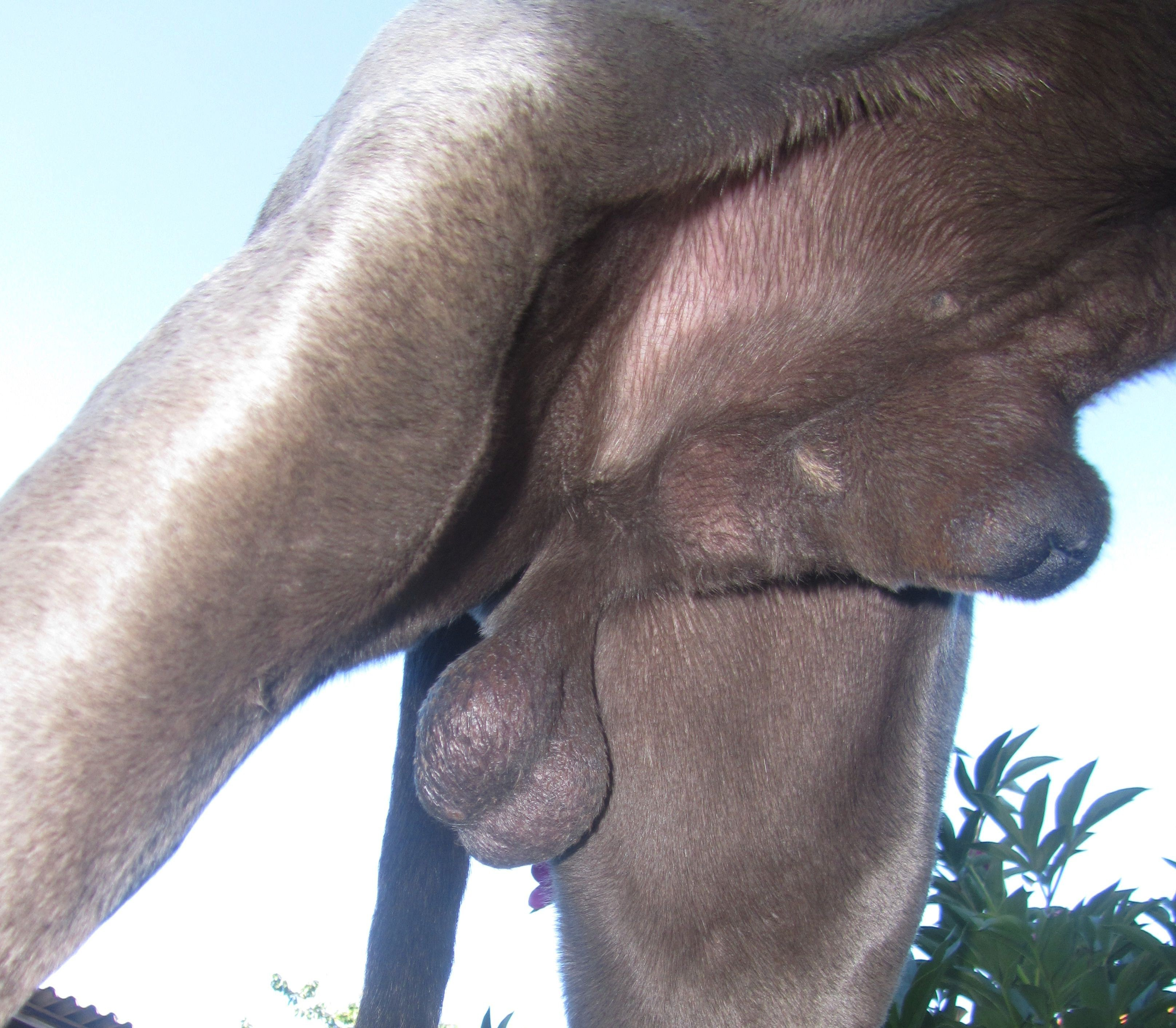
グレート・デーンの陰茎鞘

ほとんどすべての哺乳類の陰茎には陰茎包皮がある。人間以外の陰茎包皮は陰茎鞘（英: penile sheath）と呼ばれることがある。
コアラでは受精において重要な役割を演じる自然に生じるバクテリアが収容されている箇所となっている。コウモリの一部では副海綿体と呼ばれる組織を含んでいる。
ゾウはマスト（いわゆる発情期）の間、陰茎を陰茎鞘から出さずに排尿することで後脚にスプレーする。

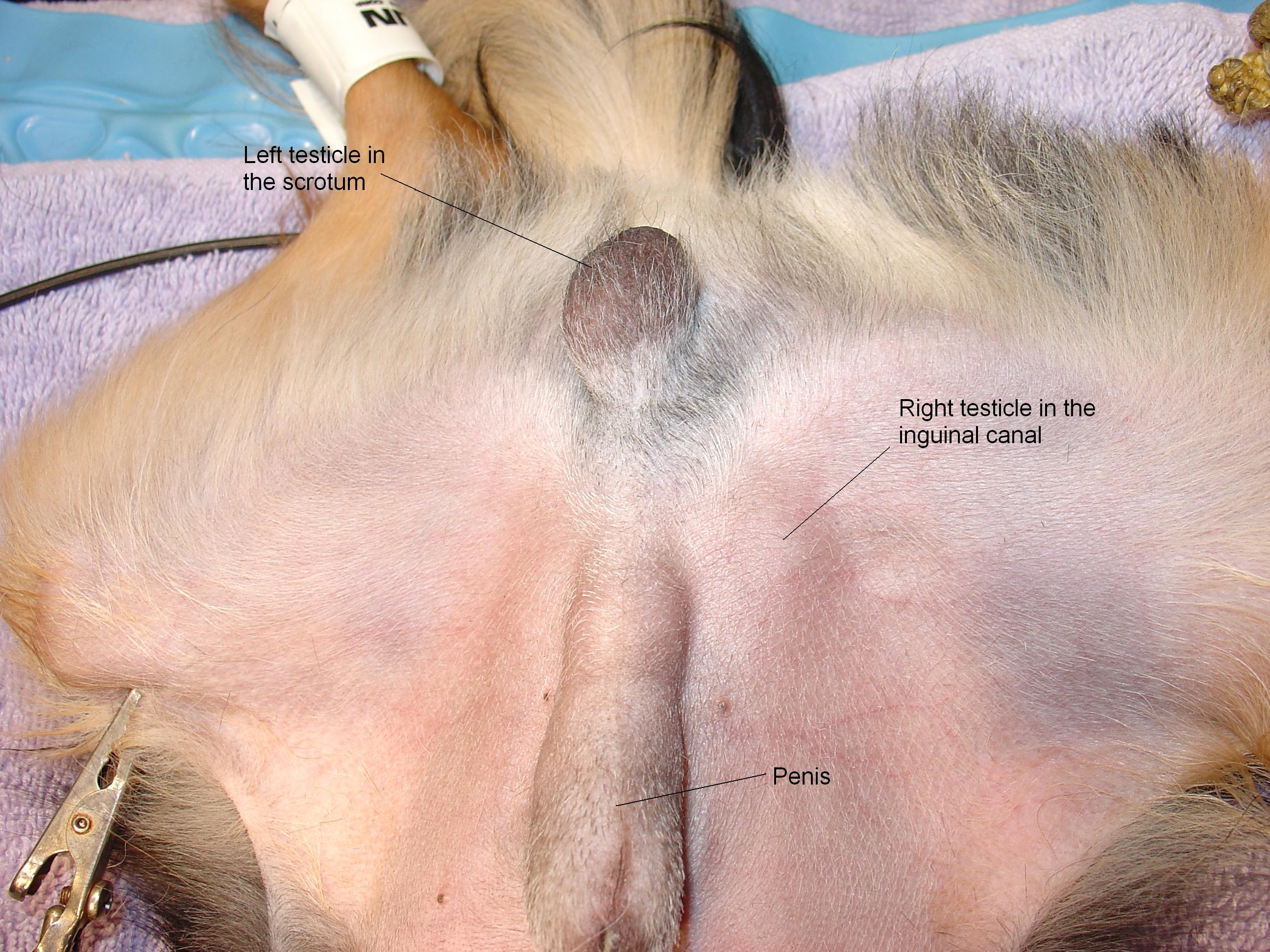
潜在精巣を起こしたチワワの陰茎鞘

イヌやリカオンの陰茎鞘は大きくて目立つ。
牡馬は格納筋により陰茎を陰茎鞘に引き込んでいる。弛緩させることで陰茎が露出する。
アクシスジカの陰茎鞘は細長く、かつ尿がしみついている。木に枝角をこすりつけている間、陰茎鞘の中で陰茎を素早く前後に動かしている。バイソンやダマジカの陰茎鞘の端には房状の毛が生えている。
齧歯目の陰茎鞘の長さは尿によるマーキングと関連している。